# El Sant Enterrament
El Sant Enterrament és un grup escultòric realitzat per Martín Díez de Liatzasolo entre els anys 1539 i 1544. Es troba a la part dreta del creuer de la catedral del Sant Esperit de Terrassa.
Durant la guerra civil de l'any 1936 va patir greus destrosses, encara que les peces van ser recollides i guardades, fins a la seva posterior reconstrucció.

## Història
L'escultor Martín Díez de Liatzasolo va ser un dels més importants a l'època del Renaixement a Catalunya. El seu origen és una mica incert, encara que es creu de procedència basca o navarresa, gràcies al seu testament, on es declara fill d'un mestre d'obra de Guipúscoa anomenat Ochavar. El nom de Liatzasolo fa creure que es deu al d'alguna població com Itsasondo, al costat d'Ordizia, o de Lintzoain, a prop de Pamplona. La seva obra es va produir a Catalunya, on va arribar a tenir un dels tallers més productius de Barcelona.
Els grups que representen el «Sant Enterrament» es van introduir a la península a principis del segle xvi, sota la influència dels construïts a Itàlia i a França. Els més coneguts són els realitzats pels mestres italians Niccolò dell'Arca i Guido Mazzoni i a Espanya, entre d'altres, el de Juan de Juni.
El Sant Enterrament va ser encarregat i costejat, l'any 1539, pels fidels pertanyents a la parròquia de Sant Pere de Terrassa, amb un cost de 273 lliures.
Els comitents van decidir, el 1540, que el grup s'havia de col·locar a la capella de la Mare de Déu del Roser de l'església del Sant Esperit, «perquè fóra més venerada i honrada i cadascú pogués acomplir i fer les seves devocions cada dia, cosa que no es podria fer si fos a l'església de Sant Pere».

## Composició

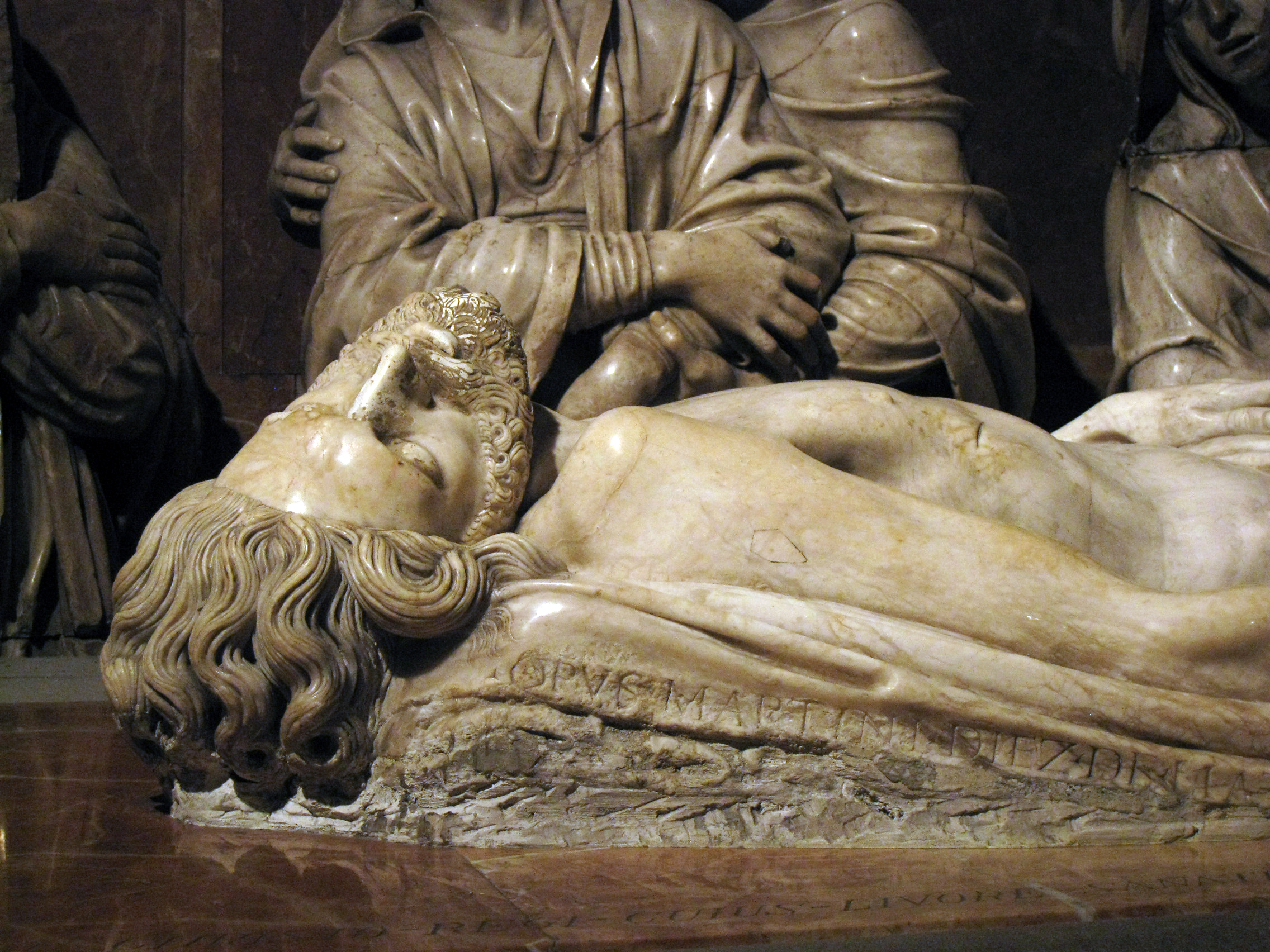
Detall del Crist jacent, amb la signatura de l'autor

L'obra, realitzada en roca d'alabastre, consta de set imatges més la del Crist. El conjunt mesura 391 x 162 cm i consta dels personatges següents:
- el Crist jacent, de 167 x 55 cm;
- sant Joan Evangelista, la Mare de Déu, Maria Magdalena, Maria de Clopas i Maria Salomé, tots de mig cos, amb una altura de 105 cm;
- sant Josep d'Arimatea, de 165 cm;
- Sant Nicodem, de 172 cm.

Al centre, sobre un túmul semblant a un altar, es troba la figura del Crist jacent, amb una anatomia perfectament estudiada i realitzada; està ajagut amb els braços al llarg del cos i el cap tombat cap al costat dret, una posició que permet que l'espectador el vegi més bé. A banda i banda del túmul hi ha les figures de sant Josep d'Arimatea i de sant Nicodem; la resta de les imatges es troben en un segon pla, més enllà de la figura del Crist.
L'escultor va realitzar les imatges independents, amb vida pròpia, mogudes pel dolor de la mort del Crist; aquestes actituds es demostren amb el cap humiliat i les mans unides caigudes sobre la falda, és a dir, una postura de recolliment en ells mateixos.

La Mare de Déu és la figura més ben executada; és en el dolor expressiu de la seva cara on es denota clarament la influència de Miquel Àngel, així com es nota el gust italianitzant en els plecs rics i abundants de totes les vestidures. L'escultor va signar l'obra damunt el sudari del Crist amb la inscripció següent: 